# 馬希夫卡
49°26′39″N 34°52′12″E / 49.44417°N 34.87000°E
馬希夫卡（烏克蘭語：Машівка），亦按俄语译为马舍夫卡，是烏克蘭中部波爾塔瓦州波爾塔瓦區马希夫卡市镇内的市級鎮及其行政中心。面積5.26平方公里，2013年人口3,829，人口密度每平方公里727.95人。